# Catagoniopsis
Catagoniopsis là một chi rêu trong họ Brachytheciaceae.